# Ilorin South
Ilorin South è una delle sedici aree a governo locale (local government areas) in cui è suddiviso lo stato di Kwara, in Nigeria. Estesa su una superficie di 174 km², conta una popolazione di 208.691 abitanti.